# HE0450-2958
HE0450-2958は、特異なクエーサーである。ホスト銀河を欠いているように見えるため、"naked quasar"や"quasar without a home"と呼ばれる。地球から約10億パーセク離れていると推定されている。

## 歴史
ベルギーのリエージュ大学のPierre Magainが率いる研究チームは、2005年9月14日付のネイチャーに自身の発見を公表した。このクエーサーはスターバースト銀河（図の左上）の近くに見えるが、クエーサー自体（図の中央）の近くに銀河は見当たらず、論文の著者は次のように推測している。

ホスト銀河は、（スターバースト銀河を形成した際の）衝突の結果、視野から消えたのかもしれないが、銀河が完全に消滅するような状況を想像するのは難しい。

クエーサーのホスト銀河が検出を免れるためには、Magainらは、これらのクエーサーに期待されるホスト銀河より5等級（100倍）暗いか、クエーサーを持つ銀河は通常は直径が5000から5万光年の直径であるのに対し、300光年以下である必要があると推定した。
Magainらの論文が発行された直後の11月6日の週に、この天体の奇妙な性質について説明を試みた3報の理論的な論文が出された。そのうちハーバード大学とケンブリッジ大学からの2報の論文は、このクエーサーは、重力波放射の反動か3つのブラックホールとの相互作用のためにスターバースト銀河の中心から弾き出された超大質量ブラックホールであると示唆している。元のホスト銀河からクエーサーがこれほど遠ざかるためには、放出速度は約1000 km/sは必要である。
David Merrittの率いるチームによる3つめの論文は、銀河からの放出仮説を批判的に検証し、この仮説は正しくないとの結論に達した。2つの主な論拠は、(1)このクエーサーのスペクトルは、これが狭輝線1型セイファート銀河(NLS1)であることを示している。NLS1は非常に小さなブラックホールを持っていると考えられており、ブラックホールの大きさは銀河の大きさに強く依存するため、このクエーサーのホスト銀河は非常に小さいはずで、Magainらの観測で検出できなかった。(2)このクエーサーのスペクトルは、狭輝線領域(NLR)の存在も示している。狭輝線を作るガスは、ブラックホールから約1000光年離れた位置にあり、このようなガス雲はブラックホールとずっと結合していることはできない。著者は、「裸の」クエーサーは、実際は、たまたまスターバースト銀河の近くにあった通常の狭輝線セイファート銀河であると結論づけた。

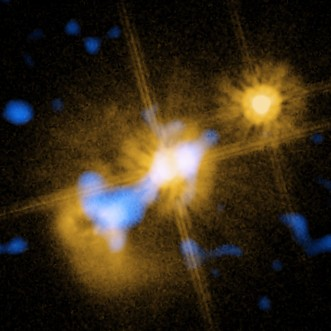
The "quasar without a home".

2005年以降の多くの研究がこの結論を支持している。(1) Kimら(2006)は、より精密にクエーサーのホスト銀河を探索し、クエーサーからの紛らわしい光のため、銀河の存在を排除することは不可能であると結論付けた。(2) Zhouら(2007)は、クエーサーからのX線放出を観測し、それをブラックホールの質量を推定するために用いた。彼らはブラックホールが小さな質量であることを確認し、ホスト銀河の明るさがMerrittの予測よりも暗いことを示唆した。(3) Feainら(2007)は、クエーサーからの電波放射を検出し、それを星形成が行われつつあることを示すと解釈した。
現在のコンセンサスは、HE0450-2958は恐らくホスト銀河を持っているが、明るいクエーサーの光に隠れて観測が難しくなっているというものである。しかしヨーロッパ南天天文台の研究の後、このコンセンサスにも疑問が呈されている。